# LOVE PiECE
LOVE PiECE（拼拼愛）是大塚愛的第四張原創專輯。2007年10月5日由艾迴音樂在台灣發行

## 收錄曲目

### CD
（全碟作曲及填詞：愛、編曲：愛×Ikoman）
1. 未來計程車 - 4:09（未来タクシー）
LOTTE產品「ガーナミルクチョコレート」廣告曲
2. 食夢貘 - 5:16（ユメクイ）
第12張單曲
大塚愛本人主演的日劇『東京朋友 The Movie』主題曲
3. Mackerel's canned food - 4:23
日本電視台『GURU GURU 99』片尾曲
4. PEACH - 4:11
第15張單曲
電視劇『花樣少年少女』主題曲
5. 烏雲之歌 - 4:58（クムリウタ）
MTI『music.jp』廣告歌曲
6. 星光探戈 - 2:54（星のタンゴ）
7. 蚊香 - 2:07（蚊取線香）
8. 朋友戰隊 - 3:48（フレンジャー）
第11張單曲
9. 親親鬱金香 - 3:57 (CHU-LIP)
第14張單曲
日劇『燦爛實習醫生（暫譯）』主題曲
10. HEART - 4:52
第15張單曲雙主打
11. 恋愛写真 - 4:55
第13張單曲
電影『現在只想愛你』主題曲

### DVD
| 曲序 | 曲目                                 | 導演拍攝 |
| ---- | ------------------------------------ | -------- |
| 1.   | 烏雲之歌（クムリウタ）（Music Clip） | 岩井俊二 |
| 2.   | HEART（Music Clip）                  | 堤幸彦   |
| 3.   | U-Boat                               |          |